# Walpersdorf (Feldkirchen-Westerham)
Walpersdorf ist der nördlichste Ortsteil der Gemeinde Feldkirchen-Westerham im Landkreis Rosenheim. Der Weiler liegt nördlich von Unterlaus auf einer Höhe von 560 m ü. NN und hat 40 Einwohner (Stand 21. Oktober 2013). Nördlich von Walpersdorf entspringt eine Quelle, die in die Glonn mündet.
Koordinaten: 47° 57′ N, 11° 52′ O